# Laguna de La Laja
Laguna de La Laja (auch als Laguna del Laja oder Lago Laja bezeichnet) ist ein See in der Mitte Chiles. Der See liegt in der Region VIII, ungefähr 100 km östlich der Stadt Los Ángeles. Die Vulkane Antuco und Sierra Velluda befinden sich wenige Kilometer südlich des Sees in einem Nationalpark (spanisch Parque Nacional Laguna del Laja), der 1958 eingerichtet wurde und eine Fläche von 11.600 Hektar hat.
Der ca. 1370 m über dem Meeresspiegel gelegene See wurde durch die Lavamassen des Vulkans Antuco geschaffen, die das Tal des Río de La Laja absperrten. Das Wasser des Sees wird in den Kraftwerken El Toro und Abanico zur Stromerzeugung genutzt. Darüber hinaus dient es zur Bewässerung von ca. 100.000 Hektar Land.
Das Volumen des Sees wird mit 8 (bzw. 5,5 oder 7,7) Mrd. m³ angegeben. 2013 fiel es aber auf nur noch 317 Mio. m³ und der Wasserspiegel erreichte mit 1305 m einen Tiefstand, was zu Kritik am Kraftwerksbetreiber Empresa Nacional de Electricidad S.A. Chile (ENDESA) durch Landwirte führte, die zur Bewässerung auf den See angewiesen sind. ENDESA gab im Mai 2014 bekannt, dass das Kraftwerk die Stromerzeugung auf ein Minimum zurückfahren wird, um die Bewässerung sicherzustellen.